# Antoni Jiménez Vidal
Antoni Jiménez Vidal (Palma, 1888-1972) fou un historiador de l'art i delineant mallorquí.
Des de molt jove va ser fou col·laborador dels arquitectes Gaspar Bennàssar, Jaume Alenyar, Guillem Forteza i Guillem Reynés. És autor de la part ornamental d'edificis, com el cine Born, el Coliseu Balear, l'Escorxador i de la reforma de Marivent. Com a delineant de la Diputació Provincial de Balears (1920-1962), va fer el projecte del saló de la presidència de la Diputació i dirigí el cambril de la capella de la Sang. També realitzà nombrosos projectes de retaules, corones, senyeres i ornaments religiosos. Fou el primer president (1913-1920) de la Joventut Seràfica i un dels fundadors de l'Associació per la Cultura de Mallorca. L'any 1925 n'era el tresorer i el 1930, n'era vocal. Va ser conservador del Museu de la Societat Arqueològica Lul·liana. El 1936 signà la Resposta al Missatge dels Catalans. Fou professor de la Maioricensis Schola Lullistica (1943), membre de la Reial Acadèmia de Sant Sebastià (1957) i de la Comissió Provincial de Monuments, on presentà un informe sobre l'església parroquial de Santa Creu, de Palma. Col∙laborà a diverses publicacions, com el Bolletí de la Societat Arqueològica Lul·liana, El Heraldo de Cristo, La Nostra Terra, Correo de Mallorca i Semana Santa en Mallorca. És autor de "La lonja mallorquina de Sagrera" (1968). Deixà inèdit un dietari, on deixa constància de la seva experiència professional i personal. La seva filla, Catalina Jiménez Vidal, va cedir en dipòsit el seu arxiu, un conjunt bibliogràfic que va des del segle xix fins a la segona meitat del segle xx, al CEDOC.